# Dominique Dawes
Dominique Dawes (n. 20 noiembrie 1976, Silver Spring⁠(d), comitatul Montgomery, Maryland, SUA) este o gimnastă artistică ce a reprezentat Statele Unite ale Americii, medaliată olimpică. A participat la 3 ediții ale Jocurilor Olimpice (1992, 1996, 2000) în care a câștigat o medalie de aur și 3 medalii de bronz.